# Benoitodes sanctaehelenae
Benoitodes sanctaehelenae es una especie de Arachnida del género Benoitodes, de la familia Gnaphosidae, del orden Araneae. El holotipo, un individuo femenino, midió 12 milímetros (0,5 plg). Se considera una especie en alto riesgo de extinción.

## Distribución
Benoitodes sanctaehelenae se distribuye por la Isla Santa Elena.

## Taxonomía
Fue descrita científicamente por Embrik Strand en 1909. Fue publicado por primera vez en Spinnentiere von Südafrika und einigen Inseln gesammelt bei der deutschen Südpolar-Expedition. In: Deutsche Südpolar-Expedition 1901-1905. Berlin, volumen 10, sección 5, entre las páginas 541 y 596, Strand, E. (1909).